# Girära
Die Girära, der Sack von Damaskus, war ein Volumen- und Getreidemaß in Syrien.
- 1 Girära = 12 Kail = 72 Mudd (damaszener)
- 1 Girära ≈ 204,5 Kilogramm ≈ 265 Liter (Weizen)
- In Gaza 1 Girära = 1 ½ Girära (damasz.) (Angabe aus dem späten Mittelalter)